# Model referencyjny łańcucha dostaw
Model referencyjny łańcucha dostaw (ang. Supply Chain Operation Reference-Model, skr. SCOR) – jest modelem opublikowanym przez organizację SCC (Supply-Chain Council), który służy do opisu i kompleksowej analizy łańcucha dostaw. Jego pierwsza wersja powstała w 1996 roku.

## Opis
Model ten bazuje na pięciu głównych procesach biznesowych: planowania, nabywania (pozyskania), wytwarzania, dostarczania (wysyłki) i zwrotów oraz wyróżnia cztery poziomy szczegółowości.
Model nie uwzględnia takich elementów jak: administracja sprzedażą, rozwój technologiczny, projektowanie, serwis posprzedażny.
Konkurencyjnym wobec tego modelu jest SCM Model zaproponowany przez organizację Global Supply Chain Forum (GSCF).